# Inndia
"Inndia" (stilizat ca "INNdiA") este un cântec înregistrat de cântăreața română Inna de-al treilea album de studio, Party Never Ends (2013). Acesta a fost lansat pe 11 octombrie 2012, prin Roton și este un feat. alături de trio-ul român  Play & Win. Piesa a fost scrisă de Sebastian Barac, Radu Bolfea, Marcel Botezan și Joddie Connor, în timp ce de producție s-a ocupat de primele trei sub numele de Play & Win. "Inndia" este un cântec cu influențe arabe și orientale care cuprinde acorduri de chitară și voci masculine care o completează cu Inna.
Criticii răspund amestecat la "Inndia", a fost amestecat, cu un critic de așteptare acceptabil, în timp ce altul a inclus-o în lista de cele mai bune melodii ale Innei. Pentru a promova piesa, piesa este însoțită de un clip video a fost regizat de către Edward Aninaru și a fost încărcat pe canalul de YouTube al Innei pe 19 septembrie 2012. Acesta o arată pe cântăreață care ajuta un stripper să scape de șeful ei agresiv dintr-un club. Mai multe recenzii remarcă includerea vizuală a lesbienei și apariția lascivă a Innei. Cântăreața a performat, de asemenea, "Inndia" cu diferite ocazii. Din punct de vedere comercial, a ajuns în top zece în România.

## Fundal și lansare
"Inndia" a fost scris de Sebastian Barac, Radu Bolfea, Marcel Botezan și Joddie Connor, în timp ce de producție s-a ocupat de primi trei sub numele de Play & Win. Trio-ul a fost, de asemenea, creditat ca featuring artist pe piață. A fost făcut disponibil pentru download digital pe 11 octombrie 2012, prin Roton, cu șase remixuri alături de piesa originală.

## Compoziția și recepție
Un editor de la un site italian a scris că "Inndia" este cântec ca Orientul, de remarcat faptul că titlul a coincis cu stilul său. El a mai subliniat că piesa prezentate elemente nu s-a apropiat de cântăreață din material anterior. În mod similar crezut că înregistrarea a fost de un nou stil în comparație cu Inna de muncă anterioare, menționând arabă influențe, acorduri de chitara și voce de sex masculin completarea cântăreață. Reagan Gavin Rasquinh de la The Times of India a scris, "în ciuda titlului, piesa nu are nimic de-a face cu subcontinentul, în caz că vă întrebați." Potrivit Urban.ro, "Inndia" se referă la numele femeii care este portretizată în videoclip.
La lansarea sa, criticii de muzică cunoscut "Inndia" cu recenzii mixte. Un editor de Pro FM enumerate înregistrarea în lista lor de "16 hit-uri cu care Inna a făcut istorie". The Times of India's Gavin Rasquinh găsit "Inndia", a fost "un alt acceptabil urmări cu bătaia cursă de sunet". Din punct de vedere comercial, piesa a ajuns pe locul zece în Romania este Airplay 100 21 ianuarie 2012, devenind al nouălea în top zece hit în țară.

## Promovarea
O însoțește videoclipul pentru "Inndia", a fost regizat de către Edward Aninaru, și a fost încărcat pe Inna oficial de YouTube canal pe 19 septembrie 2012. A fost precedată de un lyrics video a lansat pe 28 iunie 2012, pe aceeași platformă vizuale începe cu fotografii de o femeie de fumat și de sex feminin stripteuze dans la bară într-un club. Inna intră în clădire și se așează la bar, începe o conversație cu femeia barmanului. Ulterior, cântăreața este văzut pol de dans pentru un domn. Mai târziu în film, ea are grijă de o femeie stripteuză pe nume "Inndia", cu o cicatrice pe fata ei, care stă într-o cadă lângă ea. Inna, de asemenea, secret ceasuri cum Inndia este bătut de către șeful ei într-o altă scenă. Amândoi reușesc să scape de respecive cameră după Inna breakes un pahar peste cap de om. Ulterior, vor intra în club, unde cântăreața polul dansează în fața de o mulțime uriașă, împreună cu alte femei. "Inndia" este la scurt timp a văzut stând pe o canapea cu alte două femei, care scrie cuvintele "rock" și "petrecere" pe pielea ei cu dermatograf. Cut scene-show Inna poartă lenjerie negru pe un pat cu o femeie îmbrăcată în mod similar.
Comentatorii au fost în general pozitivă față de muzica video. Fabien Eckert de 20 de minute a scris că a fost atrăgătoare pentru publicul de sex masculin, în continuare remarcat Inna e lascive aspectul. Un editor de la Bnr Nedorite în mod similar spus că cântăreața a arătat "modelul ei fizic" în clip, și a crezut că "clipul va face cântăreața e [male] fanii fericit că publicul feminin pur și simplu puteți sări peste ea". Edi Urbane.ro constatat că "Inndia", a fost Inna este mai sexy și mai explicit vizuale, mai remarcat semi-nud dansatori și Inna e rolul unei lesbiene femeie. Reiterând acest gând, spaniolă Lesbiene tematice-portal Lesbicanarios enumerate la numărul trei pe lista lor de cele mai bune videoclipuri muzicale cu lesbiene.
Inna a interpretat piesa într-o versiune simplificată-jos în curte de casa bunicii ei pe 11 septembrie 2012, urmat de un aspect pe româna radio Kiss FM pe 27 noiembrie. De asemenea, cântăreața a avut o performanță live pe acoperișul unei clădiri din Istanbul, pe 7 decembrie, ca parte a singer "Rock the Roof", seria. Inna, de asemenea, a cântat piesa la festivalul Alba Fest a avut loc în Alba Iulia, România, și de la World Trade Center Mexico.

## Track listing
- Download Digital

1. "Inndia" (feat. Play & Win) [Radio Edit] – 3:37
2. "Inndia" (feat. Play & Win) [Ciprian Robu Dubstep Remix] – 3:13
3. "Inndia" (feat. Play & Win) [DJ Turtle Remix Radio Edit] – 3:52
4. "Inndia" (feat. Play & Win) [DJ Turtle Remix] – 5:23
5. "Inndia" (feat. Play & Win) [Fork ' n'Knife Remix] – 5:35
6. "Inndia" (feat. Play & Win) [Salvatore Ganacci Remix] – 3:48
7. "Inndia" (feat. Play & Win) [Tony Zampa Mix] – 5:00

## Credite și a personalului
Credite adaptate la notele de linie de Party Never Ends.
- Inna – vocalist
- Sebastian Barac – compozitor, producător
- Radu Bolfea – compozitor, producător
- Marcel Botezan – compozitor, producător
- Joddie Connor – compozitor

## Diagrame
| Diagrame (2013)       | Poziția |
| --------------------- | ------- |
| România (Airplay 100) | 10      |

## Istoria de presă
| Regiune                    | Data              | Format           | Eticheta |
| -------------------------- | ----------------- | ---------------- | -------- |
| România                    | 11 octombrie 2012 | Download Digital | Roton    |
| Statele Unite Ale Americii | 11 octombrie 2012 | Download Digital | Roton    |
| Italia                     | 26 octombrie 2012 | Download Digital | Ego-ul   |